# Sabellaria magnifica
Sabellaria magnifica är en ringmaskart som beskrevs av Grube 1848. Sabellaria magnifica ingår i släktet Sabellaria och familjen Sabellariidae. Inga underarter finns listade i Catalogue of Life.